# Vruchtenstilleven
Vruchtenstilleven is een schilderij door de Noord-Nederlandse schilder Balthasar van der Ast in het Centraal Museum in Utrecht.

## Voorstelling
Het stelt een stenen plint voor met daarop een Chinese kom met daarin hoog opgestapeld allerlei fruit: appels, perziken, witte en rode druiven, een kalebas, een meloen en kersen. Verspreid over het fruit zitten enkele insecten: een libelle, een vlinder en een vlieg.  Op de plint ligt verder nog een takje rozen, een tulp, schelpen (eigenlijk zeeslakkenhuizen) en enkele insecten. De sprinkhaan rechtsonder is in spiegelbeeld ook afgebeeld op de kom. Het stilleven moet rijkdom uitstralen. De kom, van het type kraakporselein, was in de tijd van Balthasar van der Ast een kostbaar bezit. Een deel van het fruit moest van het zuiden worden ingevoerd. Ook de exotische schelpen waren destijds een zeldzaamheid.

## Toeschrijving en datering
Het schilderij is rechtsonder op de rand van de plint gesigneerd en gedateerd ‘B·van der·ast·1623’.

## Herkomst
Het werk is voor het eerst gesignaleerd op 15 december 1922 op een verkoping bij veilinghuis Hôtel Drouot in Parijs. In 1924 werd het aangekocht door het Centraal Museum van kunsthandel Galerie Van Diemen & Co. in Den Haag.